# Ceraspis moseri
Ceraspis moseri är en skalbaggsart som beskrevs av Frey 1962. Ceraspis moseri ingår i släktet Ceraspis och familjen Melolonthidae. Inga underarter finns listade i Catalogue of Life.